# Втрати 125-ї окремої бригади територіальної оборони України
У статті описано деталі загибелі бійців 125-ї бригади територіальної оборони України.

## Втрати
| №    | Ім'я                               | Короткі біографічні дані | Дата загибелі                                           | Обставини загибелі |
| ---- | ---------------------------------- | --- | ------------------------------------------------------- | --- |
| 2022 |                                    | |                                                         | |
| 1.   | Кердман Іван Сергійович            | 19 листопада 1988, м. Херсон Молодший сержант, водій стрілецького взводу                                                                 | 12 червня 2022, с. Лютівка, Харківська область          | в результаті ракетного обстрілу займаних позицій                                                                                         |
| 2.   | Скакун Ігор В'ячеславович          | 28 травня 1979, с. Лопатин, Львівська область Солдат, стрілець стрілецького відділення                                                   | 12 червня 2022, с. Лютівка, Харківська область          | в результаті ракетного обстрілу займаних позицій                                                                                         |
| 3.   | Сподаренко Сергій Валерійович      | 22 листопада 1972, м. Львів. Старший лейтенант, командир стрілецького взводу                                                             | 12 червня 2022, с. Лютівка, Харківська область          | в результаті ракетного обстрілу займаних позицій                                                                                         |
| 4.   | Тарасьєв Олексій Сергійович        | 20 вересня 1981, м. Бережани, Тернопільська область Солдат, бойовий медик стрілецького взводу                                            | 12 червня 2022, с. Лютівка, Харківська область          | в результаті ракетного обстрілу займаних позицій                                                                                         |
| 5.   | Ганкевич Андрій Романович          | 25 листопада 1976, м. Самбір, Львівська область Солдат, бойовий медик стрілецького взводу                                                | 5 липня 2022, с. Відродженівське, Харківська область    | в результаті артилерійського обстрілу по займаних позиціях                                                                               |
| 6.   | Забавчук Микола Миколайович        | 25 жовтня 1996, м. Львів Старший солдат, старший розвідник розвідувального взводу                                                        | 21 липня 2022, м. Краматорськ, Донецька область         | Загинув внаслідок ракетного обстрілу |
| 7.   | Гірняк Володимир Володимирович     | 29 березня 1984, м. Львів Солдат, розвідник-кулеметник розвідувального взводу                                                            | 21 липня 2022, м. Краматорськ, Донецька область         | Загинув внаслідок ракетного обстрілу |
| 8.   | Ковальов Сергій Олексійович        | 6 червня 1974, м. Львів Старший солдат, старший розвідник розвідувального взводу                                                         | 21 липня 2022, м. Краматорськ, Донецька область         | Загинув внаслідок ракетного обстрілу |
| 9.   | Збриський Ростислав Богданович     | 10 жовтня 1976, м. Львів Старший солдат, старший водій взводу матеріально-технічного забезпечення                                        | 29 липня 2022, с. Тимофіївка, Харківська область        | Загинув внаслідок вибухової травми в результаті наїзду колесом автомобіля на мінно-вибуховий пристрій фугасної дії.                      |
| 10.  | Величко Антон Олександрович        | 30 липня 1979, м. Донецьк Старший лейтенант, заступник командира стрілецької роти з морально-психологічного забезпечення                 | 29 вересня 2022, с. Морозова Долина, Харківська область | Загинув внаслідок вибухової травми в результаті наїзду колесом автомобіля на мінно-вибуховий пристрій фугасної дії.                      |
| 11.  | Кривобок Юрій Петрович             | 19 травня 1981, с.Салиха, Київська область Солдат, водій стрілецького відділення                                                         | 04 жовтня 2022, с. Торське, Донецька область            | Загинув під час виконання бойового завдання                                                                                              |
| 12.  | Белінський Артем Сергійович        | 08 червня 1999, м.Нетішин, Хмельницька область Молодший сержант, командир стрілецького відділення                                        | 05 жовтня 2022, с. Торське, Донецька область            | Загинув під час виконання бойового завдання                                                                                              |
| 13.  | Шинкар Володимир Петрович          | 23 грудня 1986, м.Стрий, Львівська область Старший солдат, старший оператор протитанкового відділення                                    | 05 жовтня 2022, с. Торське, Донецька область            | Загинув під час виконання бойового завдання                                                                                              |
| 14.  | Іваніків Михайло Васильович        | 11 серпня 1981, с. Болотня, Львівська область Молодший сержант, технік стрілецької роти                                                  | 09 жовтня 2022, с. Торське, Донецька область            | Загинув під час виконання бойового завдання                                                                                              |
| 15.  | Чабан Роман Ярославович            | 10 жовтня 1979, м.Львів. Солдат, кулеметник стрілецького відділення                                                                      | 09 жовтня 2022, с. Торське, Донецька область            | Загинув під час виконання бойового завдання                                                                                              |
| 16.  | Коберник Олександр Петрович        | 02 червня 1970, с. Старий Почаїв, Тернопільська область. Головний сержант, старший бойовик медик стрілецької роти                        | 20 жовтня 2022, с. Торське, Донецька область            | Загинув під час виконання бойового завдання                                                                                              |
| 17.  | Орлов Володимир Михайлович         | 25 серпня 1989, м.Пустомити, Львівська область Солдат, гранатометник гранатометного відділення                                           | 20 жовтня 2022, с. Торське, Донецька область            | Загинув під час виконання бойового завдання                                                                                              |
| 18.  | Бойко Роман Ярославович            | 7 грудня 1978, м.Дрогобич, Львівська область Солдат, стрілець стрілецького відділення                                                    | 20 жовтня 2022, с. Торське, Донецька область            | Загинув під час виконання бойового завдання                                                                                              |
| 19.  | Зеленський Андрій Георгійович      | 09 червня 1979, с. Іванівка, Запорізька область Старший солдат, старший стрілець стрілецького відділення                                 | 21 жовтня 2022, с. Торське, Донецька область            | Загинув під час виконання бойового завдання                                                                                              |
| 20.  | Пазюка Віктор Станіславович        | 17 листопада 1971, с.Федорівка, Київська область Сержант, командир стрілецького відділення                                               | 24 жовтня 2022, с. Торське, Донецька область            | Загинув під час виконання бойового завдання                                                                                              |
| 21.  | Біляк Андрій Васильович            | 29 листопада 1984, м. Львів Солдат, водій стрілецького відділення                                                                        | 29 жовтня 2022, с. Ямполівка, Донецька область          | Загинув у бою |
| 22.  | Чайка Тарас Ігорович               | 10 лютого 1993, с. Сокіл, Волинська область. Лейтенант, командир розвідувального взводу                                                  | 2 листопада 2022, с. Торське, Донецька область          | Загинув у бою |
| 23.  | Резніков Андрій Леонідович         | 25 листопада 1981, м. Львів. Молодший сержант, головний сержант стрілецької роти                                                         | 7 листопада 2022, с. Ямполівка, Донецька область        | Загинув у бою |
| 24   | Думанський Павло Романович         | 13 липня 2003, м. Львів. Солдат, водій стрілецького відділення.                                                                          | 20 листопада 2022, с. Ямполівка, Донецька область       | Помер від осколкових поранень |
| 25.  | Мізунський Юрій Миколайович        | 29 квітня 1999, с.Зубра, Львівська область. Солдат, номер обслуги протитанкового відділення                                              | 28 листопада 2022, с. Діброва, Луганська область        | Загинув під час виконання бойового завдання                                                                                              |
| 26.  | Акуліч Михайло Васильович          | 20 березня 1992, м. Кривий Ріг, Дніпропетровська область Молодший сержант, командир стрілецького відділення                              | 28 листопада 2022, с. Діброва, Луганська область        | Загинув під час виконання бойового завдання                                                                                              |
| 27.  | Гембусь Іван Ярославович           | 04 червня 1980, с. Верхні Гаї,Львівська область Солдат, стрілець стрілецького відділення                                                 | 03 грудня 2022, с. Діброва, Луганська область           | Загинув під час виконання бойового завдання                                                                                              |
| 28.  | Ярмак В'ячеслав Павлович           | 02 травня 1984, м. Харків. Молодший сержант, бойовий медик стрілецького взводу                                                           | 03 грудня 2022, с. Діброва, Луганська область           | Загинув під час виконання бойового завдання                                                                                              |
| 29.  | Алімов Олександр Володимирович     | 18 жовтня 1984, м. Львів. Молодший сержант, головний сержант стрілецького взводу                                                         | 05 грудня 2022, с. Діброва, Луганська область           | Загинув під час виконання бойового завдання                                                                                              |
| 30.  | Ємець Євген Олександрович          | 09 жовтня 1987, м. Енергодар, Запорізька область Солдат, кулеметник стрілецького відділення                                              | 05 грудня 2022, с. Діброва, Луганська область           | Загинув під час виконання бойового завдання                                                                                              |
| 31.  | Олексіїв Михайло Артурович         | 06 лютого 2001, м. Харків. Солдат, сапер інженерно-саперного взводу                                                                      | 05 грудня 2022, с. Діброва, Луганська область           | Загинув під час виконання бойового завдання                                                                                              |
| 32.  | Михалюк Антон В'ячеславович        | 20 червня 1985, м. Київ. Солдат, сапер інженерно-саперного взводу                                                                        | 05 грудня 2022, с. Діброва, Луганська область           | Загинув під час виконання бойового завдання                                                                                              |
| 33.  | Юсик Андрій Романович              | 26 листопада 1981, м. Львів. Старший солдат, старший стрілець стрілецького відділення                                                    | 06 грудня 2022, с. Діброва, Луганська область           | Загинув під час виконання бойового завдання                                                                                              |
| 34.  | Кошовський Юрій Андрійович         | 23 травня 2000, м. Львів Солдат, стрілець стрілецького відділення                                                                        | 7 грудня 2022, с. Ямполівка, Донецька область           | Загинув під час виконання бойового завдання                                                                                              |
| 35.  | Кулинич Євгеній Васильович         | 17 квітня 1970, м. Яготин, Київська область Молодший сержант, командир міномета мінометного взводу                                       | 16 грудня 2022, с. Діброва, Луганська область           | Загинув під час виконання бойового завдання                                                                                              |
| 36.  | Головатий Богдан Дмитрович         | 18 лютого 1963, с. Зимна Вода, Львівська область Солдат, стрілець стрілецького відділення                                                | 22 грудня 2022, с. Діброва, Луганська область           | Загинув під час виконання бойового завдання                                                                                              |
| 2023 |                                    | |                                                         | |
| 37.  | Скальський Роман Спепанович        | 29 листопада 1996, м. Львів Молодший сержант, командир стрілецького відділення                                                           | 05 січня 2023, с. Торське, Донецька область             | Загинув під час виконання бойового завдання                                                                                              |
| 38.  | Ковальчук Ігор Борисович           | 27 серпня 1973, с. Чинадієво, Закарпатська область Солдат, номер обслуги протитанкового відділення                                       | 17 січня 2023, смт. Зарічне, Донецька область           | Загинув під час виконання бойового завдання                                                                                              |
| 39.  | Лелів Василь Васильович            | 10 червня 1986, с. Волосянка, Львівська область Сержант, водій протитанкового відділення                                                 | 17 січня 2023, смт. Зарічне, Донецька область           | Загинув під час виконання бойового завдання                                                                                              |
| 40.  | Бодак Богдан Євгенович             | 6 жовтня 1983, м. Львів Солдат, стрілець стрілецького відділення                                                                         | 20 січня 2023, с. Ямполівка, Донецька область           | Загинув під час виконання бойового завдання                                                                                              |
| 41.  | Шкринда Володимир Володимирович    | 25 липня 2003, c. Віньківці Хмельницька область Солдат, стрілець стрілецького відділення                                                 | 23 січня 2023, с. Ямполівка, Донецька область           | Загинув під час виконання бойового завдання                                                                                              |
| 42.  | Гринявський Іван Ігорович          | 19 січня 1993, м. Львів. Солдат, водій стрілецького взводу                                                                               | 25 січня 2023, с. Діброва, Луганська область            | Загинув під час виконання бойового завдання                                                                                              |
| 43.  | Незамай Віталій Олександрович      | 14 липня 1986, м. Кропивницький Солдат, стрілець стрілецького відділення                                                                 | 26 січня 2023, м. Бахмут, Донецька область              | Загинув під час виконання бойового завдання                                                                                              |
| 44.  | Довгун Тарас Сергійович            | 13 квітня 2003, м. Львів Солдат, навідник зенітного кулеметного відділення                                                               | 26 січня 2023, м. Бахмут, Донецька область              | Загинув під час виконання бойового завдання                                                                                              |
| 45.  | Рудий Юрій Миколайович             | 9 травня 1998, м. Львів Солдат, номер обслуги кулеметного відділення                                                                     | 26 січня 2023, м. Бахмут, Донецька область              | Загинув під час виконання бойового завдання                                                                                              |
| 46.  | Візаулін Олександр Юрійович        | 9 липня 1985, м. Львів Старший солдат, стрілець стрілецького відділення                                                                  | 26 січня 2023, м. Бахмут, Донецька область              | Загинув під час виконання бойового завдання                                                                                              |
| 47.  | Хміль Олег Васильович              | 4 липня 1982, м. Львів Солдат, водій стрілецького взводу                                                                                 | 27 січня 2023, м. Бахмут, Донецька область              | Загинув під час виконання бойового завдання                                                                                              |
| 48.  | Мажура Микола Миколайович          | 08 червня 1972, с. Малозахарине, Дніпропетровська область Молодший сержант, стрілець стрілецького відділення                             | 30 січня 2023, с. Торське, Донецька область             | Загинув під час виконання бойового завдання                                                                                              |
| 49.  | Кадцин Андрій Володимирович        | 8 грудня 1974, м. Львів Молодший сержант, стрілець стрілецького відділення                                                               | 31 січня 2023, с. Ямполівка, Донецька область           | Загинув під час виконання бойового завдання                                                                                              |
| 50.  | Рак Володимир Михайлович           | 25 квітня 1993, с. Нова Скварява, Львівська область Солдат, кулеметник стрілецького відділення                                           | 31 січня 2023, с. Ямполівка, Донецька область           | Загинув під час виконання бойового завдання                                                                                              |
| 51.  | Мигдаль Роман Петрович             | 14 листопада 1989, с. Сьомаки, Волинська область Солдат, водій стрілецького відділення                                                   | 31 січня 2023, с. Васюківка, Донецька область           | Загинув під час виконання бойового завдання                                                                                              |
| 52.  | Голенков Валерій Володимирович     | 25 лютого 1972, м. Львів Солдат, водій стрілецького відділення                                                                           | 2 лютого 2023, с. Ягідне, Донецька область              | Загинув під час виконання бойового завдання                                                                                              |
| 53.  | Заставний Руслан Андрійович        | 27 листопада 1979, м. Львів Солдат, стрілець стрілецького відділення                                                                     | 2 лютого 2023, с. Ягідне, Донецька область              | Загинув під час виконання бойового завдання                                                                                              |
| 54.  | Ткаченко Володимир Євгенович       | 6 жовтня 1977, м. Харків Старший солдат, старший стрілець стрілецького відділення                                                        | 2 лютого 2023, с. Ягідне, Донецька область              | Загинув під час виконання бойового завдання                                                                                              |
| 55.  | Шуран Сергій Борисович             | 2 лютого 1977, м. Львів Молодший сержант, головний сержант стрілецького взводу                                                           | 2 лютого 2023, м. Бахмут, Донецька область              | Загинув під час виконання бойового завдання                                                                                              |
| 56.  | Антонов Віктор Павлович            | 30 вересня 1971, с. Герасимівка, Луганська область Молодший сержант, стрілець стрілецького відділення                                    | 4 лютого 2023, м. Бахмут, Донецька область              | Загинув під час виконання бойового завдання                                                                                              |
| 57.  | Фурманенко Ярослав Ігорович        | 6 квітня 1979, м. Київ Лейтенант, командир стрілецької роти                                                                              | 4 лютого 2023, м. Бахмут, Донецька область              | Загинув під час виконання бойового завдання                                                                                              |
| 58.  | Мартиненко Віталій Володимирович   | 03 липня 1987, м. Дрезден, Німецька Демократична Республіка Солдат, стрілець стрілецького відділення                                     | 06 лютого 2023, с. Торське, Донецька область            | Загинув під час виконання бойового завдання                                                                                              |
| 59.  | Осецький Петро Михайлович          | 08 серпня 1986, с. Доброгостів, Львівська область Молодший сержант, бойовий медик стрілецького взводу                                    | 06 лютого 2023, с. Торське, Донецька область            | Загинув під час виконання бойового завдання                                                                                              |
| 60.  | Чорній Євген Ігорович              | 06 січня 1992, с. Пониковиця, Львівська область Солдат, стрілець стрілецького відділення                                                 | 06 лютого 2023, с. Торське, Донецька область            | Загинув під час виконання бойового завдання                                                                                              |
| 61.  | Лемішко Сергій Володимирович       | 20 грудня 1994, с. Олександрівка, Дніпропетровська область Солдат, стрілець стрілецького відділення                                      | 7 лютого 2023, с. Ямполівка, Донецька область           | Загинув під час виконання бойового завдання                                                                                              |
| 62.  | Муравський Андрій Степанович       | 18 січня 1972, м. Львів Молодший сержант, командир стрілецького відділення                                                               | 7 лютого 2023, м. Бахмут, Донецька область              | Загинув у бою |
| 63.  | Аверкієв Денис Едуардович          | 19 червня 1991, м. Лисичанськ, Луганська область Молодший сержант, стрілець стрілецького відділення                                      | 16 лютого 2023, м. Бахмут, Донецька область             | Загинув під час виконання бойового завдання                                                                                              |
| 64.  | Белечинський Владислав Вадимович   | 3 вересня 2002, м. Львів Солдат, стрілець стрілецького відділення                                                                        | 16 лютого 2023, м. Бахмут, Донецька область             | Загинув під час виконання бойового завдання                                                                                              |
| 65.  | Булгару Юрій Валентинович          | 20 жовтня 1997, м. Львів Солдат, стрілець стрілецького відділення                                                                        | 17 лютого 2023, с. Ямполівка, Донецька область          | Загинув під час виконання бойового завдання                                                                                              |
| 66.  | Циганський Роман Юрійович          | 08 березня 1988, м. Львів. Сержант, командир стрілецького відділення                                                                     | 18 лютого 2023, м. Київ                                 | Отримав важке поранення під час виконання бойового завдання                                                                              |
| 67.  | Ревко Петро Петрович               | 18 травня 1977, с. Пісників, Рівненська область Солдат, стрілець-помічник гранатометника гранатометного відділення                       | 19 лютого 2023, с. Ямполівка, Донецька область          | Загинув під час виконання бойового завдання                                                                                              |
| 68.  | Сачинський Ігор Ярославович        | 16 лютого 1976, м. Львів. Солдат, стрілець стрілецького відділення                                                                       | 23 лютого 2023, с. Ямполівка, Донецька область          | Загинув під час виконання бойового завдання                                                                                              |
| 69.  | Вишатицький Владислав Олегович     | 20 серпня 2001, м. Львів Солдат, гранатометник гранатометного відділення                                                                 | 3 березня 2023, м. Бахмут, Донецька область             | Загинув під час виконання бойового завдання                                                                                              |
| 70.  | Стець Мирослав Олексійович         | 21 липня 1974, с. Золотники, Тернопільська область Лейтенант, командир роти вогневої підтримки                                           | 4 березня 2023, м. Бахмут, Донецька область             | Загинув під час виконання бойового завдання                                                                                              |
| 71.  | Пилипенко Анатолій Анатолійович    | 23 липня 1966, м. Єнакієве, Донецька область Капітан, командир стрілецької роти                                                          | 4 березня 2023, м. Бахмут, Донецька область             | Загинув під час виконання бойового завдання                                                                                              |
| 72.  | Макаревич Микола Миколайович       | 9 лютого 1988, с. Зубра, Львівська область Лейтенант, командир стрілецької роти                                                          | 4 березня 2023, м. Бахмут, Донецька область             | Загинув під час виконання бойового завдання                                                                                              |
| 73.  | Бандрівський Іван Омелянович       | 20 червня 1972, с. Хлопчиці, Львівська область Солдат, водій стрілецького відділення                                                     | 23 березня 2023, смт. Зарічне, Донецька область         | Загинув під час виконання бойового завдання                                                                                              |
| 74.  | Геба Микола Миколайович            | 7 липня 1979, с. Липкани, Республіка Молдова Солдат, номер обслуги зенітного артилерійського відділення                                  | 27 березня 2023, с. Діброва, Луганська область          | Загинув під час виконання бойового завдання                                                                                              |
| 75.  | Сенів Любомир Степанович           | 7 липня 1972, м. Львів Солдат, номер обслуги протитанкового відділення                                                                   | 27 березня 2023, с. Ямполівка, Донецька область         | Загинув під час виконання бойового завдання                                                                                              |
| 76.  | Тарасенко Валерій Олександрович    | 8 жовтня 1967, м. Ровеньки, Луганська область Солдат, водій зенітного артилерійського відділення                                         | 27 березня 2023, с. Діброва, Луганська область          | Загинув під час виконання бойового завдання                                                                                              |
| 77.  | Федоренко Максим Сергійович        | 22 червня 1986, с. Вільшанська-Новоселиця, Київська область Солдат, кулеметник стрілецького відділення                                   | 27 березня 2023, с. Діброва, Луганська область          | Загинув під час виконання бойового завдання                                                                                              |
| 78   | Карп'як Роман Михайлович           | 10 листопада 1991, с. Соколя, Львівська область Солдат, снайпер (2 категорії) відділення снайперів                                       | 27 березня 2023, с. Діброва, Луганська область          | Загинув під час виконання бойового завдання                                                                                              |
| 79.  | Сорока Тарас Васильович            | 15 листопада 1974, м. Львів Сержант, кулеметник стрілецького відділення                                                                  | 27 березня 2023, с. Діброва, Луганська область          | Загинув під час виконання бойового завдання                                                                                              |
| 80.  | Бондарчук Олександр Анатолійович   | 30 червня 1987, м. Львів Солдат, водій стрілецького відділення                                                                           | 5 квітня 2023, с. Діброва, Луганська область            | Загинув під час виконання бойового завдання                                                                                              |
| 81.  | Юрчак Ігор Миколайович             | 1 вересня 1976, м. Львів Молодший сержант, командир стрілецького відділення                                                              | 7 квітня 2023, с. Діброва, Луганська область            | Загинув під час виконання бойового завдання                                                                                              |
| 82.  | Гривнак Володимир Олегович         | 14 липня 1984, м. Львів, Солдат, водій стрілецького відділення                                                                           | 15 квітня 2023, с. Діброва, Луганська область           | Загинув у бою |
| 83.  | Алєксєєнко Михайло Олегович        | 11 травня 1994, м. Слов`янськ, Донецька область Солдат, стрілець стрілецького відділення                                                 | 15 квітня 2023, с. Діброва, Луганська область           | Загинув в бою |
| 84.  | Шевчук Сергій Павлович             | 23 жовтня 1965, м. Львів Старший солдат, старший стрілець стрілецького відділення                                                        | 26 квітня 2023, с. Федорівка, Донецька область          | Загинув під час виконання бойового завдання                                                                                              |
| 85.  | Пелех Роман Зіновійович            | 7 січня 1964, с. Куровичі, Львівська область Сержант, стрілець-помічник гранатометника гранатометного відділення                         | 3 травня 2023, смт. Зарічне, Донецька область           | Загинув під час виконання бойового завдання                                                                                              |
| 86.  | Зайченко Микола Ігорович           | 1 березня 1993, с. Струтин, Львівська область Старший солдат, номер обслуги гранатометного відділення                                    | 3 травня 2023, смт. Зарічне, Донецька область           | Загинув під час виконання бойового завдання                                                                                              |
| 87.  | Пусь Роман Олександрович           | 21 серпня 1994, с. Вербівці, Хмельницька область. Солдат, стрілець стрілецького відділення .                                             | 7 травня 2023, с. Торське, Донецька область             | Загинув під час виконання бойового завдання                                                                                              |
| 88.  | Мальцев Андрій Михайлович          | 22 жовтня 1993, м. Львів Солдат, стрілець стрілецького відділення                                                                        | 9 травня 2023, с. Федорівка, Донецька область           | Загинув під час виконання бойового завдання                                                                                              |
| 89.  | Ширий Степан Зіновійович           | 3 січня 1997, м. Львів Старший солдат, номер обслуги гранатометного відділення                                                           | 9 травня 2023, с. Федорівка, Донецька область           | Загинув під час виконання бойового завдання                                                                                              |
| 90.  | Григоренко Євген Русланович        | 24 липня 1993, м. Краматорськ, Донецька область Солдат, стрілець стрілецького відділення                                                 | 10 травня 2023, с. Торське, Донецька область            | Загинув під час виконання бойового завдання                                                                                              |
| 91.  | Долголіков Геннадій Олександрович  | 23 грудня 1987, м. Феодосія, Автономна Республіка Крим Солдат, водій розвідувального відділення                                          | 14 травня 2023, м. Київ                                 | Помер в лікарні внаслідок отриманих поранень                                                                                             |
| 92.  | Кадошніков Василь Валерійович      | 17 жовтня 1972, м. Перемишляни, Львівська область Молодший сержант, старший стрілець стрілецького відділення                             | 15 травня 2023, с. Діброва, Луганська область           | Загинув під час виконання бойового завдання                                                                                              |
| 93.  | Лукащук Святослав Ігорович         | 7 квітня 1997, м. Тернопіль Солдат, стрілець-помічник гранатометника гранатометного відділення                                           | 16 травня 2023, с. Федорівка, Донецька область          | Загинув під час виконання бойового завдання                                                                                              |
| 94.  | Паламарчук Олександр Вікторович    | 7 жовтня 1977, м. Жовква, Львівська область Солдат, старший стрілець-оператор стрілецького відділення                                    | 23 травня 2023, с. Діброва, Луганська область           | Загинув під час виконання бойового завдання                                                                                              |
| 95.  | Стаховський Павло Володимирович    | 17 вересня 1985, м. Львів Солдат, кулеметник відділення снайперів                                                                        | 24 травня 2023, с. Федорівка, Донецька область          | Загинув під час виконання бойового завдання                                                                                              |
| 95.  | Кріль Ігор Андрійович              | 22 квітня 1995, м. Львів Солдат, водій протитанкового відділення                                                                         | 30 травня 2023, с. Ямполівка, Донецька область          | Загинув під час виконання бойового завдання                                                                                              |
| 96.  | Чорній Юрій Мирославович           | 17 травня 1970, с. Підсадки, Львівська область Сержант, командир стрілецького відділення                                                 | 3 червня 2023, с. Діброва, Луганська область            | Загинув під час виконання бойового завдання                                                                                              |
| 97.  | Клюфас Олег Мирославович           | 9 червня 1980, с. Волостків, Львівська область Старший солдат, старший навідник мінометного взводу                                       | 13 червня 2023, с. Роздолівка, Донецька область         | Загинув під час виконання бойового завдання                                                                                              |
| 98.  | Яківців Володимир Михайлович       | 14 квітня 1965, м. Львів Сержант, головний сержант - командир міномета мінометного взводу                                                | 13 червня 2023, с. Роздолівка, Донецька область         | Загинув під час виконання бойового завдання                                                                                              |
| 99.  | Лазарєв Михайло Миколайович        | 11 вересня 1983, м. Коломия, Івано-Франківська область Солдат, оператор-розвідник розвідувального відділення                             | 14 червня 2023, с. Роздолівка, Донецька область         | Загинув під час виконання бойового завдання                                                                                              |
| 100. | Сікиринський Юрій Олексійович      | 3 лютого 1971, м. Львів Старший сержант, командир відділення зв'язку                                                                     | 14 червня 2023, с. Роздолівка, Донецька область         | Загинув під час виконання бойового завдання                                                                                              |
| 101. | Грицьків Василь Ількович           | 3 жовтня 1967, м. Львів Сержант, головний сержант - командир розвідувального відділення                                                  | 15 червня 2023, с. Роздолівка, Донецька область         | Загинув під час виконання бойового завдання                                                                                              |
| 102. | Лебедєв Дмитро Олександрович       | 6 травня 1986, с. Брюховичі, Львівська область Солдат, стрілець стрілецького відділення                                                  | 19 червня 2023, м. Київ                                 | Помер в лікарні внаслідок отриманих поранень                                                                                             |
| 103. | Шморгун Станіслав Михайлович       | 18 березня 1972, м. Судова Вишня, Львівська область Старший сержант, командир гранатометного відділення                                  | 19 червня 2023, с. Торське, Донецька область            | Загинув під час виконання бойового завдання .                                                                                            |
| 104. | Карасьов Олександр Сергійович      | 18 вересня 1982, м. Донецьк. Солдат, стрілець стрілецького відділення                                                                    | 19 червня 2023, с. Торське, Донецька область            | Загинув під час виконання бойового завдання                                                                                              |
| 105. | Козловський Володимир Ігорович     | 21 липня 1968, м. Львів Сержант, стрілець стрілецького відділення                                                                        | 19 червня 2023, с. Ямполівка, Донецька область          | Загинув під час виконання бойового завдання                                                                                              |
| 106. | Василів Павло Васильович           | 10 липня 2000, с. Верин Львівська область. Молодший сержант, головний сержант взводу                                                     | 21 червня 2023, с. Ямполівка, Донецька область          | Загинув під час виконання бойового завдання                                                                                              |
| 107. | Сокуренко Володимир Сергійович     | 14 лютого 1984, м. Баштанка, Миколаївська область Молодший сержант, командир стрілецького відділення                                     | 27 червня 2023, с. Торське, Донецька область            | Загинув під час виконання бойового завдання                                                                                              |
| 108. | Величко Владислав Васильович       | 17 липня 1997, с. Піддубці, Волинська область Старший солдат, стрілець-оператор стрілецького відділення                                  | 30 червня 2023, с. Роздолівка, Донецька область         | Загинув під час виконання бойового завдання                                                                                              |
| 109. | Биков Павло Олександрович          | 16 червня 1979, м. Львів Солдат, водій-механік відділення технічного обслуговування                                                      | 1 липня 2023, с. Роздолівка, Донецька область           | Загинув під час виконання бойового завдання                                                                                              |
|      | Депа Наталія Романівна             | 1 вересня 1992, м. Львів. Бойова медикиня, молодший сержант                                                                              | 9 липня 2023, Донецька область                          | [ 98 ] [ 99 ] [ 100 ] [ 101 ] |
| 110. | Дитюк Володимир Романович          | 19 вересня 1985, с. Крехів, Львівська область Молодший сержант, командир стрілецького відділення                                         | 16 липня 2023, с. Торське, Донецька область             | Загинув під час виконання бойового завдання                                                                                              |
| 111. | Лашин Володимир Володимирович      | 13 травня 1983, м. Львів Солдат, навідник зенітного кулеметного відділення                                                               | 1 серпня 2023, с. Ямполівка, Донецька область           | Помер в лікарня внаслідок отриманих поранень                                                                                             |
| 112. | Костишин Андрій Андрійович         | 23 листопада 1972, с. Новосільці, Львівська область Сержант, фельдшер медичного пункту                                                   | 13 серпня 2023, м. Сіверськ, Донецька область           | Загинув під час виконання бойового завдання                                                                                              |
| 113. | Петров Валерій Євгенович           | 7 квітня 1975, м. Львів Солдат, водій зенітного кулеметного відділення                                                                   | 19 серпня 2023, с. Ізьбицьке, Харківська область        | Загинув під час виконання бойового завдання                                                                                              |
| 114. | Замковий Володимир Олександрович   | 15 травня 1983, м. Львів. Сержант, технік стрілецької роти                                                                               | 11 жовтня 2023, с. Лук'янці, Харківська область         | Загинув під час виконання бойового завдання                                                                                              |
| 115. | Мамай Олександр Сергійович         | 12 жовтня 1978, м. Краматорськ, Донецька область. Молодший сержант, бойовий медик стрілецького взводу                                    | 11 жовтня 2023, с. Лук'янці, Харківська область         | Загинув під час виконання бойового завдання                                                                                              |
| 116. | Малиновський Ігор Ярославович      | 21 серпня 1992, м. Броди, Львівська область                                                                                              | 12 жовтня 2023, с. Федорівка, Донецька область          | Загинув під час виконання бойового завдання                                                                                              |
| 117. | Баніт Олексій Олександрович        | 30 березня 2003, с. Кельник, Вінницька область                                                                                           | 1 грудня 2023, с. Федорівка, Донецька область           | Загинув під час виконання бойового завдання                                                                                              |
| 2024 |                                    | |                                                         | |
| 118. | Іваневич Орест Євстахійович        | 22 січня 1984, м. Львів Молодший сержант, командир стрілецького відділення                                                               | 7 січня 2024, с. Федорівка, Донецька область            | Загинув внаслідок удару FPV дрону . |
| 119. | Дмитрик Вадим Олександрович        | 5 вересня 1996, м. Южноукраїнськ, Миколаївська область Молодший сержант, командир стрілецького відділення                                | 22 січня 2024, с. Федорівка, Донецька область           | Загинув внаслідок удару FPV дрону |
| 120. | Яскевич Валерій Миколайович        | 14 серпня 1972, м. Кривий Ріг, Дніпропетровська область Сержант, командир міномета мінометного взводу                                    | 7 лютого 2024, с. Ізьбицьке, Харківська область         | При виконанні бойового завдання отримав важке поранення                                                                                  |
| 121. | Притика Олександр Володимирович    | 27 серпня 1983, с. Озеряни, Чернігівська область Старший солдат, старший навідник мінометного взводу                                     | 7 лютого 2024, с. Ізьбицьке, Харківська область         | При виконанні бойового завдання отримав важке поранення                                                                                  |
| 122. | Кореньовський Іван Ярославович     | 5 травня 1964, с. Смереківка, Львівська область Молодший сержант, майстер - номер обслуги мінометного взводу                             | 7 лютого 2024, с. Ізьбицьке, Харківська область         | При виконанні бойового завдання отримав важке поранення                                                                                  |
| 123. | Чертков Євген Сергійович           | 23 листопада 1989, м. Алчеськ, Луганська область Капітан, начальник командного пункту - заступник начальника штабу з бойового управління | 15 лютого 2024, с. Липці, Харківська область            | Загинув під час виконання бойового завдання.                                                                                             |
| 124. | Блюс Олег Миколайович              | 1 березня 1988, с. Дроховичі, Львівська область Молодший сержант, командир міномета мінометного взводу                                   | 17 лютого 2024, с. Липці, Харківська область            | Помер від отриманих травм під час виконання бойового завдання.                                                                           |
| 125. | Панін Олег В'ячеславович           | 31 серпня 1973, м. Львів Солдат, стрілець стрілецького відділення                                                                        | 22 лютого 2024, с. Терни, Донецька область              | Загинув внаслідок артилерійського обстрілу                                                                                               |
| 126. | Кравець Віктор Сергійович          | 13 березня 1998, м. Львів Старший солдат, старший сапер інженерно-саперного взводу                                                       | 3 березня 2024, смт. Зарічне, Донецька область          | Загнув в результаті ДТП, яке сталося через ворожий обстріл                                                                               |
| 127. | Костенко Олександр Юрійович        | 14 серпня 1970, м. Львів Старший сержант, командир взводу мінометної батареї бригади                                                     | 5 березня 2024, м. Харків                               | Загинув під час відсічі наступу ворога на півночі Харківської області від ворожої кулі диверсанта фсб рф                                 |
| 128. | Зарянський Остап Ігорович          | 16 січня 1996, м. Львів Молодший сержант, командир відділення інженерно-саперного взводу                                                 | 7 березня 2024, смт. Зарічне, Донецька область          | Загнув в результаті ДТП, яке сталося через ворожий обстріл                                                                               |
| 129. | Кравець Роман Михайлович           | 1 грудня 1976, с. Острів, Львівська область Солдат, номер обслуги кулеметного відділення                                                 | 16 березня 2024, с. Федорівка, Донецька область         | Загинув внаслідок мінометного обстрілу                                                                                                   |
| 130. | Горбаль Андрій Володимирович       | 5 лютого 1973, м. Львів Солдат, номер обслуги гранатометного відділення                                                                  | 13 квітня 2024, с. Веселе, Харківська область           | Загинув внаслідок артилерійського обстрілу.                                                                                              |
| 131. | Качор Юрій Юрійович                | 15 грудня 1988, с. Борщовичі, Львівська область Солдат, водій-санітар медичного пункту                                                   | 13 квітня 2024, с. Веселе, Харківська область           | Загинув внаслідок артилерійського обстрілу.                                                                                              |
| 132. | Романюк Максим Вікторович          | 24 червня 1979, м. Львів Солдат, сапер інженерно-саперного взводу                                                                        | 13 квітня 2024, с. Веселе, Харківська область           | Загинув внаслідок артилерійського обстрілу.                                                                                              |
| 133. | Носов Сергій Павлович              | 3 серпня 1978, м. Суми Молодший сержант, гранатометник стрілецького відділення                                                           | 8 травня 2024, с. Лук'янці, Харківська область          | Загинув під час відсічі наступу ворога на півночі Харківської області.                                                                   |
| 134. | Щупак Тарас Ярославович            | 1 липня 1974 м. Львів. Капітан, командир мінометної батареї                                                                              | 10 травня 2024, с. Лук'янці, Харківська область         | Загинув під час відсічі наступу ворога на півночі Харківської області.                                                                   |
| 135. | Масняк Володимир Ігорович          | 6 травня 1982, м. Броди, Львівської області Солдат, номер обслуги кулеметного відділення                                                 | 15 травня 2024, с. Лук'янці, Харківська область         | Загинув під час відсічі наступу ворога на півночі Харківської області.                                                                   |
| 136. | Лавриненко Антон Сергійович        | 28 листопада 1991, м. Харків Солдат, стрілець-помічник гранатометника стрілецького відділення                                            | 16 травня 2024, с. Зелене, Харківська область           | Загинув під час відсічі наступу ворога на півночі Харківської області.                                                                   |
| 137. | Боднар Руслан Ярославович          | 3 вересня 1981 с. Гуштин, Тернопільська область Сержант, технік стрілецької роти                                                         | 18 травня 2024, с. Руські Тишки, Харківська область     | Загинув під час відсічі наступу ворога на півночі Харківської області.                                                                   |
| 138. | Домбровський Павло-Войтех Адамович | 30 серпня 1978, Тургайська область, Казахстан Лейтенант, командир стрілецького взводу                                                    | 19 липня 2024, с. Берестове, Харківська область         | Загинув внаслідок танкового обстрілу |
| 139. | Мишок Андрій Петрович              | 22 травня 1986, с. Сілець, Львівська область Солдат, кулеметник стрілецького відділення                                                  | 19 липня 2024, с. Берестове, Харківська область         | Загинув внаслідок артилерійського обстрілу                                                                                               |
| 140. | Піліпака Леонід Анатолійович       | 8 квітня 1987, с. Ситне, Рівненська область Старший солдат, старший стрілець - оператор стрілецького відділення                          | 10 серпня 2024, с. Водяне, Донецька область             | Загинув під час мінометного обстрілу |
| 141. | Безрядін Валентин Геннадійович     | 30 травня 1980, м. Київ Солдат, стрілець стрілецького відділення                                                                         | 11 серпня 2024, с. Новоселівка, Харківська область      | Загинув внаслідок стрілецького обстрілу                                                                                                  |
| 142. | Подоба Микола Васильович           | 21 травня 1976, с. Грімне, Львівська область Солдат, водій автомобільного відділення                                                     | 11 серпня 2024, с. Новоселівка, Харківська область      | Загинув внаслідок стрілецького обстрілу                                                                                                  |
|      | Мельник Володимир                  | 24 березня 1972, с. Никловичі Львівської області.                                                                                        | 13 серпня 2024, Донецька область                        | [ 131 ] |
| 143. | Милян Петро Степанович             | 21 липня 1969, с. Туринка, Львівська область Старший солдат, старший стрілець - оператор стрілецького відділення                         | 14 серпня 2024, с. Водяне, Донецька область             | Загинув під час переміщення між позиціями                                                                                                |
| 144. | Обоїст Богдан Романович            | 31 травня 1988, м. Винники, Львівська область Солдат, водій-електрик стрілецького взводу                                                 | 18 серпня 2024, с. Водяне, Донецька область             | Загинув внаслідок наїзду на міну. |
| 145. | Главацький Андрій Сергійович       | 4 січня 1993, с. Веснянка, Волинська область Капітан, командир роти вогневої підтримки                                                   | 20 серпня 2024, с. Водяне, Донецька область             | Загинув внаслідок артилерійського обстрілу                                                                                               |
| 146. | Цегольник Зеновій Богданович       | 7 січня 1981, с. Станків, Львівська область Солдат, номер обслуги гранатометного відділення                                              | 20 серпня 2024, с. Водяне, Донецька область             | Загинув внаслідок артилерійського обстрілу                                                                                               |
| 147. | Остафійчук Юрій Ігорович           | 8 серпня 1978, с. Білоглинка, АР Крим Майор, командир батальйону                                                                         | 3 вересня 2024, м. Харків                               | помер в лікарні від отриманих травм внаслідок авіаудару КАБом                                                                            |
| 148. | Кухарук Віталій Ігорович           | 18 вересня 1996, с. Влащинці, Тернопільська область Молодший сержант, командир стрілецького відділення                                   | 25 вересня 2024, с. Полтавка, Запорізька область        | Загинув внаслідок прильоту ворожого FPV                                                                                                  |
| 149. | Коркішко Микола Іванович           | 3 листопада 1976, с. Доброгостів, Львівська область Молодший сержант, командир стрілецького відділення                                   | 25 вересня 2024, с. Полтавка, Запорізька область        | Загинув внаслідок прильоту ворожого FPV                                                                                                  |
| 150. | Штипук Андрій Дмитрович            | 14 березня 1987, с. Вілюничі, Львівська область Старший сержант, номер обслуги зенітного артилерійського відділення                      | 7 жовтня 2024, с. Берестове, Харківська область         | Загинув внаслідок стрілецького обстрілу                                                                                                  |
| 151. | Колесник Руслан Миколайович        | 24 лютого 1982, с. Новоселівка, Рівненська область Молодший лейтенант, командир стрілецького взводу                                      | 14 жовтня 2024, с. Ольгівське, Запорізька область       | Загинув внаслідок прильоту ворожого FPV                                                                                                  |
| 152. | Вароді Юрій Юлійович               | 5 січня 1999, м. Ужгород Молодший сержант, головний сержант стрілецького взводу                                                          | 19 жовтня 2024, с. Ольгівське, Запорізька область       | Помер внаслідок отриманої мінно-вибухової травми                                                                                         |
| 153. | Кузьма Василь Богданович           | 18 квітня 1978, с. Лагодів, Львівська область Старший солдат, старший стрілець - оператор стрілецького відділення                        | 21 жовтня 2024, с. Ольгівське, Запорізька область       | Загинув під час мінометного обстрілу |
| 154. | Войтенко Євген Сергійович          | 30 жовтня 1989, м. Краматорськ, Донецька область Молодший сержант, командир стрілецького відділення                                      | 31 жовтня 2024, с.Новодарівка, Запорізька область       | Загинув внаслідок прильоту ворожого FPV                                                                                                  |
| 155. | Ушаков Дмитро Миколайович          | 25 лютого 1976 м. Донецьк Лейтенант, командир стрілецького взводу                                                                        | 31 жовтня 2024, с.Новодарівка, Запорізька область       | Загинув внаслідок прильоту ворожого FPV                                                                                                  |
| 156. | Коцовський Юрій Іларіонович        | 20 квітня 1966, м. Львів Головний сержант, командир стрілецького взводу                                                                  | 21 листопада 2024, с. Ольгівське, Запорізька область    | Загинув внаслідок прильоту ворожого FPV                                                                                                  |
| 157. | Сурков Федір Володимирович         | 3 серпня 1972, м. Львів Солдат, стрілець                                                                                                 | 15 листопада 2024, м. Львів Солдат, стрілець            | Загинув в ДТП під час роботи в складі групи ППО.                                                                                         |
| 158. | Салецький Іван Романович           | 31 серпня 1987, с. Підкамінь, Львівська область Старший солдат, старший стрілець                                                         | 15 листопада 2024, м. Львів Солдат, стрілець            | Загинув в ДТП під час роботи в складі групи ППО.                                                                                         |
| 159. | Солтис Іван Миронович              | 19 січня 1978, м. Львів Старший сержант, командир стрілецького відділення                                                                | 19 листопада 2024, с. Берестове, Харківська область     | [ 148 ] |
| 160. | Сищик Віктор Ісакович              | 16 березня 1969, с. Карасин, Волинська область Солдат, стрілець                                                                          | 24 листопада 2024, м. Ворожба, Сумська область          | Загинув внаслідок прильоту ворожого FPV                                                                                                  |
| 161. | Черняк Олександр Миколайович       | 13 травня 1977, м. Тернопіль Молодший сержант, водій стрілецького відділення                                                             | 17 грудня 2024, с. Ольгівське, Запорізька область       | Загинув внаслідок артилерійського обстрілу                                                                                               |
|      | Денис Мисягін                      | 44 роки | 3 червня 2025                                           | Був нагороджений нагрудним знаком "Золотий хрест" Головнокомандувача Збройних Сил України та медаллю "Хрест Сил територіальної оборони". |
| 162. | Павло Радишевський                 | 32 роки | 30 липня 2025                                           | |